# Epizootologie
Epizootologie je nauka o infekčních nemocech zvířat. Studuje problematiku vzniku, šíření a zániku infekčních chorob v populacích zvířat, analyzuje faktory a zákonitosti vycházející ze zjištěných infekcí zvířat a zároveň odhaduje a předpovídá průběh hromadných infekčních onemocnění v populacích.
Počátky epizootologie souvisí se vznikem veterinární služby. Ta byla založena armádami v devatenáctém století a měla za úkol udržet jezdectvo bojeschopné. Tou dobou kosily koně nemoci jako vozhřivka. Základní metodou bylo nemocného koně najít, zastřelit, zdravé koně izolovat. Vojenští veterináři vnímali epizootologii jako válku, kde na jedné straně je nepřítel (patogen), na druhé obránce (hostitel), mezi nimi prostředí (bitevní pole). Toto pojetí se nazývá „triáda“ (viz kauzalita (epidemiologie)).(Pfeiffer: str.25)

## Deset rozdílů mezi epidemiologií a epizootologií.
Mezi základní epidemiologické pojmy patří „study population“, což je ta skupina, kterou lze daným testem efektivně studovat. Epizootologové tento pojem neznají, mohou otestovat jakoukoli skupinu zvířat, výsledky vydávat za objektivní. Například připouští testovat nemoci jako je paratuberkulóza u mladých zvířat a považuje tyto výsledky za průkazné, přestože má inkubační dobu 3 roky. Epidemiologové uznávají testy až u zvířat nad 2 roky stáří.
1. Statistická průkaznost je klíčem k jakékoli objektivnosti získaných dat. Existuje náhodný výběr vzorku a cílený, epidemiologové popisují průkazné i neprůkazné metody výběru vzorků z populace, epizootologové metodiku výběru vzorků z populace vůbec nepopisují. Epidemiologové uvádějí data od počátku v stochastickém formátu, epizootologové jsou deterministy. Oba způsoby jsou z matematického hlediska neslučitelné. Základem je centrální limitní teorie
2. Validita laboratorního testu. Epidemiologové uznávají, že každý výsledek, který přijde z laboratoře, musí mít dvě hodnoty: senzitivita testu a specificita testu. První číslo nám udává, jak velké procento z nemocných daný test zachytí. Druhé číslo udává, jak velké procento je falešně pozitivních výsledků, tedy kdy nám laboratoř označí zdravé zvíře chybně za nemocné.
3. Přepočet naměřené hodnoty na skutečnou. Na základě senzitivity a specificity laboratorního testu se v terénu výsledky přepočítají na skutečné hodnoty. Vedle naměřené prevalence získáme skutečnou prevalenci.
4. Pravděpodobnost výsledku. Vychází z Bayesianova vzorečku . Epizootologové ji vůbec neznají, nepočítají.(Obecná epizootologie) Přitom existují dvě zcela oddělené metodiky:
Objektivní používaná pro epidemiologii populací (základ pro Kontrolní program)
Subjektivní (bayesian epidemiology) používaná u jedince. Určí nám, s jakou pravděpodobností je diagnóza pravdivá (LR nomogram). Na jejím základě se vytváří řetězce testů, které musí pacient absolvovat, aby diagnostika nemoci byla průkazná.
5. Deskriptivní studie Základem epidemiologie je sledovat tři základní hodnoty: porodnost, nemocnost, úmrtnost (morbiditu, mortalitu, natalitu). Tomu se říká deskriptivní epidemiologie.
Epidemiologové analýzou dat odhalí, že se v tom či onom regionu děje něco divného. Zvýšená úmrtnost a nemocnost znamená, že jsou do oblasti vysláni odborníci, kteří odhalí problém, vyřeší. Deskriptivní studie ukáží, která nemocnice je dobrá a která hrozná. Umí najít nejhoršího lékaře v kraji a toho nejlepšího. Umí dokázat, že sociálně slabší umírají dřív, stonají víc, rodí víc. Deskriptivní studie ve veterinární medicíně odhalí týrání zvířat, špatného chovatele, špatného veterináře, dokáží proč je to či ono opatření veterinární správy dobré či zlé.
6. Kohortové studie
Slouží k odhalení epidemiologického rizika. Provádí se tak, že máme kontrolní skupinu bez rizika a skupinu s rizikem. Výpočtem výsledků se určuje rizikový faktor. Jedná se o drahé studie, ale velice průkazné.
7. Studie případů
Je tou nejběžnější studií v epidemiologii vůbec. Evidují se nemocní v ordinacích s určitou diagnózou, počítá se incidence, prevalence. Díky počítačům a metaanalýze se data z mnoha zdrojů dají sčítat, analyzovat a získá se tak spoustu údajů, na které by bylo třeba provádět dražší a časově náročnější studie.
8. Kauzalita
Epidemiologové vnímají nemoc jako následek (outcome) příčiny (exposure risk), mezi nimi je asociace, kterou lze vypočítat. Příčin nemoci bývá víc, tomu se říká multikauzalita. Na asociaci mezi příčinou a následkem má vliv i neznámý factor (confounder), ten z rovnice nikdy neodstraníme. Epidemiologie nehledá patogen, to je úkol virologů, mikrobiologů a dalších disciplín, odhaluje rizika a minimalizuje je.
Epizootologové hledají patogen, snaží se ho zničit. Považují kauzalitu nemoci za triádu, žádná rizika neodhalují, asociace nepočítají.
Pomocí epidemiologie se řeší všechny nemoci, nejen ty infekční, ale také úrazy, mentální poruchy.
Pomocí epizootologie lze řešit jen některé infekce, neinfekčních nemocí se vůbec netýká.[zdroj?]
9. Minimalizace rizik je základem prevence nemocí, ale současně i boje proti nim pouze pro epidemiology. Každé riziko se musí najít pomocí epidemiologických studií, vypočítat. Rizikem může být jakákoli okolnost, co zvýší výskyt nemoci nebo sníží (záporné riziko, například vakcinace).
10. Epizootologie se zabývá pouze infekčními nemocemi. Její metodiky jsou cílené na epidemie. Epidemiologie se zabývá infekčními i neinfekčními nemocemi, včetně úrazů a poruch duševního zdraví. Její metodika výpočtů desítek epidemiologických ukazatelů je univerzální, cílená na jakoukoli odchylku od fyziologické normy, která by mohla vést k onemocnění.

Epidemiologové nehledají patogen (to dělají jiné obory), riziko nikdy nemůže být patogen! (John Snow)[zdroj?]
Epizootologové hledají patogen, válčí s ním, likvidují jej. Místo odhalení konkrétních rizik používají obecné postupy prevence, nejčastěji desinfekci, desinsekci, deratizaci.[zdroj?]
Epidemiologie má své počátky ve Velké Británii, vyučuje se na světových universitách pro humánní i veterinární medicínu, je uznávaná OSN. Epizootologie vznikla v ČSSR, vyučuje se pouze na dvou školách: VFU Brno, UVLF Košice.

## Dělení podoborů
- Obecná epizootologie – zabývá se obecnými vlastnostmi všech infekčních onemocnění
- Speciální epizootologie – zabývá se konkrétními chorobami; studuje předchozí vývoj a aktuální nákazovou situaci
- Populační epizootologie
- Modelová epizootologie (matematická)